# 23755 Сержіолозано
23755 Сержіолозано (23755 Sergiolozano) — астероїд головного поясу, відкритий 22 травня 1998 року.
Тіссеранів параметр щодо Юпітера — 3,578.